# 小行星21986
小行星21986（21986 Alexanduribe）是一颗绕太阳运转的小行星，为主小行星带小行星。该小行星于1999年12月2日发现。

## 轨道参数
小行星21986的轨道半长轴为2.3729653 UA，离心率为0.132。